# EUR-Lex
EUR-Lex je internetski portal za pravo Europske unije koji pruža službeni i potpun pristup njenim pravnim dokumentima. Dostupan je na sva 24 službena jezika EU-a i svakodnevno se ažurira. Službeni list Europske unije (SL) glavni je izvor EUR-Lexova sadržaja. Korisnici mogu besplatno pristupiti EUR-Lexu, a za dodatne značajke mogu se besplatno registrirati.

## Povijest
Europska komisija počela je obrađivati podatke iz pravnih tekstova još 1960-ih, koristeći bušene kartice za uspostavljanje veza između dokumenata i njihovu analizu, izdvajanje metapodataka i olakšavanje istraživanja.
Tijekom godina sustav je preimenovan u CELEX (Communitatis Europae Lex) i, zahvaljujući proširenju Europske unije, postavljeni su ambiciozniji ciljevi. Ubrzo je CELEX postao najkorišteniji alat unutar europskih institucija.
Postupno se sustav otvarao javnosti, nudeći licence i privatnim tvrtkama. Konačno, 1997. pokrenuta je internetska verzija pod nazivom EUR-Lex, kojom upravlja Ured za publikacije Europske unije.
Godine 2001. EUR-Lex je službeno otvoren za javnost i do 2004. je koegzistirao sa starim CELEX-om. Naknadno su poduzeti koraci da se te dvije usluge spoje i postanu potpuno besplatne.
Ulaskom novih zemalja u Europsku uniju te napretkom weba i tehnologija obrade podataka, sustav je bilo potrebno unaprijediti. Nova verzija pokrenuta je 2004 godine. Internetske stranice redizajnirane su 2014. godine i otad sadrže i novu bazu podataka naziva CELLAR. Ona na jednom mjestu pohranjuje sve metapodatke i digitalni sadržaj kojim upravlja Ured za publikacije, arhivirajući ga na standardiziran i koherentan način.

## Sadržaj
Na EUR-Lexu dokumenti su dostupni na svim službenim jezicima Unije, iako ta dostupnost ovisi o datumu pristupanja zemlje EU-u.
Kada nova država članica pristupi Uniji, na EUR-Lexu se objavljuje svo zakonodavstvo Unije na snazi do tog datuma, kao i svi dokumenti usvojeni nakon toga. Međutim, dokumenti koji su stavljeni izvan snage ili su istekli prije datuma pristupanja nisu dostupni na jeziku zemlje pristupnice.
Irski (GA) je službeni jezik Unije od 1. siječnja 2007. Međutim, iz praktičnih razloga i na prijelaznoj osnovi, institucije Unije izuzete su od obveze izrade ili prevođenja svih akata, uključujući presude Suda, na irskom jeziku. Odstupanje se preispituje svakih 5 godina i bilo je na snazi do kraja 2021. Postupno se smanjuje u skladu s vremenskim rasporedom priloženim Uredbi Vijeća (EU, Euratom) 2015/2264[2]. 
Svaki dokument (i svaka jezična verzija) čini jedan dio baze podataka, dok je sadržaj grupiran u sektore. Postoji 12 sektora, a svaki je predstavljen brojem ili slovom:
1. Ugovori
2. Međunarodni sporazumi
3. Pravni akti
4. Komplementarno  zakonodavstvo
5. Pripremni dokumenti
6. Sudska praksa
7. Prenošenje u  nacionalno zakonodavstvo
8. Nacionalna  sudska praksa
9. Parlamentarna pitanja
0. Pročišćeni  tekstovi
C. Ostali dokumenti  objavljeni u Službenom listu serije C
E. Dokumenti EFTA-e

### Službeni list Europske unije (SL)
Službeni list Europske unije (SL) prvi je puta objavljen na internetu 1998. godine, na internetskim stranicama EUR-Lexa. Od 1. srpnja 2013. digitalna verzija Službenog lista ima pravnu vrijednost umjesto papirnate verzije, koja se sada tiska samo na zahtjev. SL ima napredni elektronički potpis koji jamči njegovu autentičnost, cjelovitost i nepromjenjivost. 
Sva izdanja SL-a dostupna su na EUR-Lexu, a sežu do 1952. godine, kada su bila dostupna na samo četiri službena jezika: francuskom, talijanskom, nizozemskom i njemačkom jeziku. Mogu se lako pronaći pretraživanjem ili pregledavanjem.

### Pravo EU-a
EUR-Lex sadrži cjelokupno zakonodavstvo EU-a (područja 3 i 4), koje je moguće pronaći pregledavanjem ili korištenjem opcija pretraživanja. Glavne vrste akata koji spadaju pod ovaj naslov su ugovori EU-a (sektor 1), direktive, uredbe, odluke (sektor 3) i konsolidirano zakonodavstvo (sektor 0), itd.
Konsolidacija je integracija temeljnog pravnog akta i svih njegovih uzastopnih izmjena i dopuna te ispravaka u jedan dokument koji se lako čita. Ovi tekstovi služe samo u informativne svrhe i nemaju pravnu vrijednost[5].
Akti koji zahtijevaju prenošenje u nacionalno pravo objavljuju se s popisom poveznica na informacije o nacionalnim provedbenim mjerama (područje 7).

### Pripremni dokumenti i postupci donošenja pravnih akata
Baza sadrži i dokumente koji prethode pravnim aktima, kao što su zakonski prijedlozi, izvješća, zelene i bijele knjige itd. (sektor 5). Neki prijedlozi nikad ne prođu pripremnu fazu, ali su i dalje dostupni za konzultacije. Svaki zakonodavni postupak predstavljen je u EUR-Lexu s vremenskim rasporedom i popisom događaja te pripadajućih dokumenata. Postupcima se može pristupiti putem tražilice ili iz jednog od proceduralnih dokumenata.

### Sudska praksa EU-a
Ovi dokumenti, čiji je autor Sud Europske unije, čine sektor 6 i uključuju, između ostalog, presude, naloge, rješenja i mišljenja nezavisnih odvjetnika. 

### Ostali dokumenti
EUR-Lex također sadrži međunarodne sporazume (sektor 2), zastupnička pitanja (sektor 9), dokumente EFTA-e, koji uključuju i akte Suda EFTA-e te Nadzornog tijela EFTA-e (sektor E); presude koje su donijeli sudovi u državama ugovornicama i Sud EU-a prema režimu u Bruxellesu; [10] upućivanja na nacionalnu sudsku praksu koja se odnosi na pravo EU-a (sektor 8) i druge javne dokumente.

## Broj CELEX i drugi identifikatori

### CELEX
Osim pretraživanja teksta, na EUR-Lexu je moguće pretraživati dokumente pomoću identifikatora neovisnog i o jeziku pretraživanja i o jeziku sučelja stranice, CELEX broja.
CELEX broj je identifikator sastavljen od broja sektora kojem dokument pripada, četiriju znamenaka za godinu objave dokumenta, jednog ili dvaju slova za vrstu dokumenta i četiriju znamenaka za broj dokumenta. Na primjer, CELEX broj Direktive 2012/19/EU o otpadnoj električnoj i elektroničkoj opremi jest 32012L0019 (3 je sektor, zakonodavstvo; 2012 označava godinu objave u SL; L predstavlja direktive EU i 0019 je broj pod kojim je Direktiva objavljena u SL).

### ECLI
Drugi način traženja dokumenata na EUR-Lexu jest unos ECLI identifikatora (European Case Law Identifier).
Europski identifikator sudske prakse (ECLI) uvelo je Vijeće, koje je zaključilo da se za "identifikaciju sudskih odluka treba koristiti standardni identifikator koji je prepoznatljiv, čitljiv i razumljiv i ljudima i računalima".[12] Dokumenti se mogu pomoću ECLI-ja pronaći i na EUR-Lexu. 

### ELI
EUR-Lex također nudi mogućnost preuzimanja dokumenata prema njihovu Europskom identifikatoru zakonodavstva (European Legislation Identifier – ELI), sustavu koji omogućava da zakonodavstvo bude dostupno na internetu u standardiziranom formatu, kako bi mu se moglo pristupiti, razmjenjivati ga i ponovno ga koristiti u različitim državama. Ta inicijativa, koju zajednički provode zemlje i institucije EU-a, sadržana je u Zaključcima Vijeća od 6. studenoga 2017. u Europskom identifikatoru zakonodavstva (2017/C 441/05). Zaključci Vijeća temelje se na prvotnoj verziji Zaključaka Vijeća objavljenoj 26. listopada 2012. (2012/C 325/02).

## Funkcionalnosti

### Stručno pretraživanje
Dokumenti mogu biti pronađeni pomoću različitih obrazaca za pretraživanje. Moguće je pretraživati prema referencama dokumenata, datumima, tekstu i različitim metapodacima. Registrirani korisnici imaju mogućnost korištenja naprednog pretraživanja i pretraživanja korištenjem Booleovih operatora. 

### Prikaz i format teksta
Tekstovi i različiti metapodaci mogu biti pronađeni, prikazani i preuzeti u različitim formatima (html, pdf, xml). Za istovremeni rad s više jezičnih verzija, korisnici mogu koristiti višejezični prikaz, što je posebno korisno za prevođenje i lingvistiku.

### Stručno pretraživanje
Registrirani korisnici mogu spremati dokumente i pretraživanja na svoj EUR-Lex račun, kreirati profile za pretraživanje i ispis te postaviti vlastite RSS feeds na temelju spremljenih pretraživanja.[15] 

### Postavke
Registrirani korisnici imaju pristup velikom broju postavki pomoću kojih mogu prilagoditi svoje korisničko iskustvo na internetskim stranicama.
| Funkcionalnost                                           | Neregistrirani korisnici       | Registrirani korisnici                                |
| Jednostavna i napredna pretraga                          | DA                             | DA                                                    |
| Stručna pretraga (Booleovi operatori, više opcija)       | NE                             | DA                                                    |
| Spremljeni dokumenti i pretrage                          | NE                             | DA (pohranjeno na računu)                             |
| Internetske stranice, pretraga, export i postavke ispisa | NE                             | DA                                                    |
| RSS feed                                                 | DA (samo unaprijed definirano) | DA (prilagođeno na temelju spremljenih pretraživanja) |

## Pristup nacionalnom pravu država članica EU-a (N-Lex)
N-Lex je zajednička pristupna točka nacionalnom zakonodavstvu svake zemlje Europske unije; sučelje između korisnika i baza podataka nacionalnog zakonodavstva. 

## Vanjske poveznice
- Eur-Lex
- Službeni list Europske unije
- Tipovi dokumenata na EUR-Lexu
- N-Lex